# بحث اجتماعي
البحث الاجتماعي بحثٌ يتم من قبل علماء العلوم الاجتماعية بتطبيق خطة إستراتيجية منتظمة. ويمكن تصنيف منهجيات البحث الاجتماعي طبقا لبُعد كمي / نوعي.
- المناهج الكمية تعالج الظواهر الاجتماعية بالأدلة القابلة للقياس، وغالبا ما تعتمد على التحليل الإحصائي لحالات كثيرة (أو عبر تكرارات تجريبية صُمَّمت عمدا في نفس الاختبار) لجمع بيانات صالحة وموثوق بها. هي تتعلق بالكمية.
- المناهج النوعية تركز على تفهم الظواهر الاجتماعية بالمشاهدة المباشرة أو التواصل مع العناصر المشاركة أو تحليل النصوص، وقد تُشَدِّدُ على الدقة الذاتية السياقية فوق العمومية. هي تتعلق بالنوعية.

في حين قد تعتبر طرق البحث كمية أم نوعية، فمعظم الطرق تتكون من الاثنين. على سبيل المثال: تحليل البيانات النوعي عامة يشتمل على معالجة منظمة نوعا ما لترميز البيانات الخام للمعلومات المنهجية وتحديدها بمنهج كمي. وهكذا هناك علاقة أكثر تعقدا بين المنهج «الكمي» والمنهج «النوعي» من إذ ما رُسمَ خطٌ واضحٌ بينهما.
يستخدم علماء العلوم الاجتماعية طائفة واسعة من المناهج لكي يحللوا اتساعا شاسعا من الظواهر الاجتماعية: من بيانات إحصاء سكان متأتية من الملايين من الناس، إلى التحليل المتعمق للتجارب الاجتماعية لوكيل ما؛ من رصد أحداث الشوارع الحالية، إلى تحقيق وثائق تاريخية عتيقة.
لقد شكلت مناهج متجذرة في العلوم الاجتماعية والإحصائية التقليدية أساسا للبحث في مجالات أخرى فمثلا: العلوم السياسية والدراسات في وسائل الإعلام وتقييم البرامج وبحث السوق.

## منهجية
العلماء في العلوم الاجتماعية ينقسمون إلى مخيمات تساند منهجيات بحث مختلفة. هذه الآراء المختلفة تتعلق بالمحور التاريخي للنظرية الاجتماعية (الوضعية واللاوضعية؛ البني والمؤسسات). مع أن المنهجيتين الكمية والنوعية تختلفان من نواح كثيرة، إلا أن كلا منهما يتضمن تفاعلا منتظما بين النظرية والبيانات. وكثيرا ما يعتمد اختيار المنهجية على ما ينوي الباحثُ التحقيقَ فيه. على سبيل المثال، قد يدير باحثٌ يهتم بتصميمِ تعميم عبر جيل كامل استقصاءً إصحائيا إلى عينة تمثيلية للناس. وعلى النقيض من ذلك، قد يختار باحثٌ يسعى إلى استيعاب سياقي مكتمل لأفعال الفرد الاجتماعية مقابلات مباشرة ومفتوحة. ومن العادة أن تدمج، أي تُثَلِّثُ، دراساتٌ من منهجيتي الكمي والنوعي معا كجزء من منهج متعدد الأطراف.

### اعتيان
في أغلب الأحيان، نطاق التجربة وعدد الأشخاص فيها كبيران جدا فيتجاوزُ تنفيذُ إحصاء أو تعداد كامل لكل فرد في التجربة نطاقَ الإمكانية. إذًا، تشكّل عينةٌ مجموعةً جزئيةً من المجتمع الإحصائي يمكن التحقق فيها. في البحث الوضعي، الإحصاءات المجمعة من عينة ما يتم تحليلها والتحقق فيها لاستمداد استدلالات بشأن المجتمع الإحصائي بالكامل. إجراء تجميع المعلومات من عينة ما اسمه «الاعتيان». ومنهجيات الاعتيان قد تكون إما «عشوائية»(الاعتيان العشوائي، الاعتيان المنهجي، الاعتيان الطبقي، الاعتيان التجميعي) أو «غير عشوائية» (الاعتيان التسهيلي، الاعتيان الهدفي، الاعتيان التفرعي). وأكثر سبب شيوعا للاعتيان هو وجوب تجميع المعلومات عن مجتمع ما. الاعتيان أسرع وأرخص من الإحصاء مجتمع كامل. 

## أخلاقيات
أخلاقيات البحث الاجتماعي مشتركة مع أخلاقيات البحث الطبي. في الولايات المتحدة، هي مرسومة في تقرير بالمونت ‏ كما يلي:

### احترام الأشخاص
مبدأ الاحترام للأشخاص ينص على (أ) أن الأفراد لا بد من احترامهم كوكلاء مستقلين قادرين على اتخاذ قرارتهم هم و (ب) أن موضوعي البحث ذوي الاستقلال المنخفض لا بد من اعتبارهم الخاص. حجر زاوية هذا المبدأ هو استخدام الموافقة المسبقة عن العلم.

### عمل الخير
هذا المبدأ ينص على (أ) أن موضوعي البحث لا بد من حمايتهم من الضرر و (ب) البحث ينبغي أن يتوصل لفوائد ملموسة للمجتمع. بهذا المعنى، البحث بلا جدارة علمية تعتبر غير أخلاقية مباشرة.

### عدالة
مبدأ العدالة ينص على أن فوائدَ البحث ينبغي أن تتوزع بإنصاف. التعريف للـ«إنصاف» المستعمل يعتمد على الحالة، فقد يعني: (1) إلى كل شخص حصة متساوية أو (2) إلى كل شخص حسب احتياجه الفردي أو  (3) إلى كل شخص حسب جهده الفردي أو (4) إلى كل شخص حسبما يساهم للمجتمع أو (5) إلى كل شخص حسب جدارته

## أنوع المنهج
القائمة التالية للمناهج البحثية ليست حصرية:
| إحصاء–البحث الكمي - تحليل عنقودي - ارتباط (إحصاء) - تحليل الانحدار - تحليل الشبكات الاجتماعية - تحليل التسلسل الاجتماعي - استقصاء إحصائي استبانة | بحث نوعي - دراسة حالة - وصف الأعراق البشرية - تحليل المضمون | تعدد المنهجيات - أرشيف - تحليل المضمون - دراسة طولية - طريقة تاريخية - مقابلة شبه مهيكلة |

## أُسس البحث الاجتماعي

### الوضعية في العلوم الاجتماعية
أصل الاستقصاء الإحصائي يمكن تعقبه إلى كتاب ونشيستر سنة 1086، بينما يقول بعض الباحثين إن أصل التركيبة السكانية يعود إلى إصدار كتاب «ملاحظات طبيعية وسياسية على تقارير الموت» (بالإنجليزية: Natural and Political Observations upon the Bills of Mortality) لجون گرونت سنة 1663، الذي استعمل فيه تقارير الموتى الأسبوعية لتقدير عدد سكان مدينة لندن ولتحديد الاتجاهات في أزمة الطاعون الدبلي. ولكن البحث الاجتماعي عن عمد ابتدأ بفلسفة الوضعية في أوائل القرن التاسع عشر.

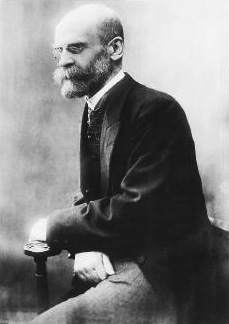
إميل دوركايم

ابتدأ البحث الاجتماعي الإحصائي، وتخصُّصُ علم الاجتماع الرسمي، بأعمال إميل دوركايم (1858 - 1917). مع أن دوركايم رفض الكثير من تفاصيل فلسفة كومت، احتفظ بمنهجها وصفّاه يتشدد على أن العلوم الاجتماعية هي امتداد منطقي من للعلوم الطبيعية إلى حقول النشاط الإنساني ويُلح على أنها تحتفظ بنفس الموضوعية ونفس العقلانية ونفس النهج إلى السببية. أسس دوركايم أول قسم علم اجتماع أوروبي بـجامعة بوغدو سنة 1895، ونشر كتابه «قواعد منهج علم الاجتماع» (1895). في هذا النص، قال إن «هدفنا الرئيسي هو أن نمتد العقلانية العلمية إلى النشاط الإنساني... ما الذي سمي بـ» الوضعية«لدينا ما هو إلا نتيجة تلك العقلانية.»
كتاب دوركايم المؤثر «الانتحار» (1897)، وهو دراسة حالة نسبة الانتحار في مجموعات بروتستانتية وكاثوليكية، ميّز التحليل الاجتماعي عن علم النفس والفلسفة. بالتحقيق الدقيق لإحصائيات الانتحار في مقاطعات إدارية مختلفة، سعى إلى أن يثبت أن معدل الانتحار بالنسبة للكاثوليك أقل من معدل الانتحار بالنسبة للبروتستانت، ونسب ذلك إلى أسباب اجتماعية بدلا من أسباب فردية أو نفسية. طور فكرة "suis generis" أي «الحقائق الاجتماعية» الموضوعية لتحديد هدفا إمبيريقيا فريدا ليسعى باحثو علم الاجتماع إلى دراسته. خلال هذه الدراسات، افترض دوركايم أن علم الاجتماع قد يوضح إذا كان مجتمع ما «صحيا» أم «مرضيا» ويسعى إلى إصلاحات اجتماعية لمكافحة التدهور الاجتماعي أي «اللامعيارية الاجتماعية». وفقا لدوركايم، علم الاجتماع يمكن وصفه بأنه «علم المؤسسات وإنشائها ووظيفتها.»